# LemON
LemON — польсько-лемківсько-український гурт, створений 2011 року за ініціативою вокаліста Ігоря Гербута.
Гурт виник після того, як колектив кваліфікувався до талант-шоу «Must Be the Music». На кастингу він виконав лемківською мовою пісню «Litaj ptaszko». Завдяки пісні «Dewiat» (польською та лемківською) гурт вийшов до фіналу конкурсу і виграв його третій сезон.
У червні 2012 року гурт виступив на фестивалі TOPtrendy, а в серпні — на фестивалі у Сопоті.
27 листопада 2012 року вийшов дебютний альбом гурту «LemON». Першим синглом стала пісня «Będę z Tobą».

## Члени гурту
- Ігор Гербут
- Пйотр Будняк
- Анджей Олейнік
- Адам Горощак
- Пйотр Колач
- Дем'ян Ґеля
- Маріуш Смолінський

## Дискографія

### Студійні альбоми
- LemON (2012)
- Scarlett (2014)
- Etiuda zimowa (2015)
- Tu (2017)

### Сингли
| Рік                                                | Назва                                        | Найвища позиція у хіт-параді | Найвища позиція у хіт-параді | Найвища позиція у хіт-параді | Найвища позиція у хіт-параді | Найвища позиція у хіт-параді | Найвища позиція у хіт-параді | Альбом        |
| Рік                                                | Назва                                        | POL                          | RMF                          | WiR                          | Eska                         | SLiP                         | LP3                          | Альбом        |
| -------------------------------------------------- | -------------------------------------------- | ---------------------------- | ---------------------------- | ---------------------------- | ---------------------------- | ---------------------------- | ---------------------------- | ------------- |
| 2012                                               | «Będę z Tobą»                                | –                            | 1                            | 1                            | 2                            | 19                           | –                            | LemON         |
| 2013                                               | «Napraw»                                     | 2                            | 1                            | 12                           | 1                            | 5                            | –                            | LemON         |
| 2013                                               | «Nice»                                       | 19                           | 1                            | –                            | 1                            | 12                           | –                            | LemON         |
| 2013                                               | «Dewiat» (Piotr Walicki Remix)               | –                            | –                            | –                            | –                            | –                            | –                            | LemON         |
| 2014                                               | «Ake»                                        | 20                           | 1                            | 7                            | –                            | 23                           | –                            | Scarlett      |
| 2014                                               | «Scarlett»                                   | –                            | –                            | 4                            | –                            | 5                            | –                            | Scarlett      |
| 2014                                               | «Jutro»                                      | 9                            | 1                            | –                            | 2                            | 4                            | –                            | Scarlett      |
| 2015                                               | «Against All Odds (Take a Look at Me Now)» < | –                            | 1                            | –                            | –                            | –                            | –                            | 25 lat RMF FM |
| 2015                                               | «Lwia część»                                 | –                            | –                            | –                            | –                            | –                            | –                            | Scarlett      |
| 2015                                               | «Spójrz»                                     | –                            | 3                            | –                            | –                            | 19                           | –                            | Scarlett      |
| 2015                                               | «Do świąt»                                   | –                            | –                            | –                            | –                            | –                            | –                            | Etiuda zimowa |
| 2015                                               | «Grudniowy»                                  | 54                           | 3                            | –                            | –                            | 35                           | –                            | Etiuda zimowa |
| 2017                                               | «Tu»                                         | –                            | –                            | –                            | –                            | –                            | 23                           | Tu            |
| 2017                                               | «Tak nie nie»                                | –                            | –                            | –                            | –                            | –                            | –                            | Tu            |
| 2017                                               | «Akapit»                                     | –                            | –                            | –                            | –                            | 32                           | –                            | Tu            |
| 2017                                               | «Papier»                                     | –                            | –                            | –                            | –                            | –                            | –                            | Tu            |
| 2017                                               | «Full Moon»                                  | –                            | –                            | –                            | –                            | –                            | –                            | Tu            |
| 2017                                               | «Sowa»                                       | –                            | –                            | –                            | –                            | –                            | 23                           | Tu            |
| «–» значить, що синглу не було у цьому хіт-параді. |                                              |                              |                              |                              |                              |                              |                              |               |

## Цікаво знати
- Гурт став другим колективом після Enej з україномовними піснями, який виграв конкурс талант-шоу Must Be the Music[14].